# Uramya fasciata
Uramya fasciata là một loài ruồi trong họ Tachinidae.